# Un hombre sin honor
«Un hombre sin honor» es el séptimo episodio de la segunda temporada de la serie Juego de tronos, de HBO.  El episodio está escrito por los creadores de la serie David Benioff y D.B. Weiss y dirigido, por segunda vez en esta temporada, por David Nutter.  
El título del capítulo viene del juicio valorativo dado a Ser Jaime Lannister por Catelyn Stark, "Eres un hombre sin honor" luego de que Jaime asesinara a un miembro de su propia familia intentando escapar.

## Argumento

### En Desembarco del Rey
Sansa (Sophie Turner) agradece a Sandor "El Perro" (Rory McCann) por salvarla de los disturbios, pero su gratitud recibe una fría respuesta. Luego, Sansa se despierta de una pesadilla con los disturbios, y descubre que ha sangrado, lo que significa que Sansa ya está lista para casarse con Joffrey y tener a sus hijos. Cuando Shae (Sibel Kekilli) la descubre intentando cortar la mancha en sus sábanas, corre en su ayuda, pero son descubiertas por una de las criadas de la Reina Regente, que corre a delatarlas. Shae la alcanza en los pasillos y amenaza la vida de la criada para que mantenga su silencio, pero cuando Shae regresa, descubre que Sandor ha visto las sábanas también. Cersei (Lena Headey) se reúne con Sansa para discutir sobre sus nuevos deberes con el Rey. Cersei le asegura que le será imposible amar a Joffrey, que debe enfocar su amor en sus hijos. Tyrion (Peter Dinklage) le avisa a Cersei que la flota de Stannis llegará en pocos días y el plan del Rey para repeler sus fuerzas no funcionará. Cercei admite que el padre verdadero de sus hijos es Jaime,  y le dice que ella cree que su retorcido hijo Joffrey es su castigo.

### Más Allá del Muro
Jon Nieve (Kit Harington)   continúa la búsqueda de sus compañeros acompañado de su prisionera Ygritte (Rose Leslie). Cuando Ygritte deduce que Jon nunca ha estado con una mujer, y luego de enterarse de su voto de castidad, queda anonadada, y lo intenta convencer de que su vida sería mejor con los salvajes, al mando de Mance Rayder. Jon, fiel a sus votos, rechaza sus palabras.  Más tarde, cruzando una senda lodosa, Ygritte se las arregla para escaparse de Jon. Este la persigue, pero es incapaz de alcanzarla, hasta que la salvaje le silba. Tras esto, varios salvajes aparecen junto a Ygritte, capturando así a Jon.

### En Harrenhal
Lord Tywin Lannister (Charles Dance) le ordena a Ser Gregor Clegane (Ian Whyte) encontrar al asesino de Ser Amory Lorch, habiendo Tywin confundido el asesinato de Lorch, como un atentado a su propia vida. Cuando Clegane se retira, Tywin invita a Arya (Maisie Williams) a cenar con él. En la mesa debaten sobre el deseo de Tywin de dejar un legado y sobre la conquista de Poniente por parte de Aegon el Conquistador, que les lleva a discutir sobre la destrucción de Harrenhal. Tywin se asombra al descubrir cuánto sabe Arya sobre Aegon y sus hermanas-esposas, y deduce que Arya es de cuna noble o ha interactuado con la nobleza, sobre todo por su buena pronunciación de algunas palabras.

### En las Tierras del Oeste
El Rey Robb (Richard Madden) escucha a Alton Lannister (Karl Davies) comunicarle la negación de Cersei a los términos de paz enviados por Robb con anterioridad. Lord Roose Bolton (Michael McElhatton) le informa a Robb que sus prisiones están repletas, por lo que ordena la construcción de una nueva celda para Alton, y ordena que lo encarcelen junto a Ser Jaime Lannister (Nikolaj Coster-Waldau) hasta que la celda esté lista. Luego de una larga conversación, Jaime asesina brutalmente a Alton, como parte de su plan de escape. Cuando el carcelero se acerca a investigar, Jaime lo estrangula con sus cadenas. En la mañana, es capturado y vuelto a traer al campamento de los Stark, Lord Rickard Karstark (John Stahl) demanda la ejecución del Matareyes como pago por asesinar a su hijo, el carcelero Torrhen. Catelyn (Michelle Fairley) con la ayuda de Brienne (Gwendoline Christie) logra dilatar la ejecución hasta la llegada de su hijo. Luego Cat visita Jaime en su celda, y después de ser insultada varias veces, le pide a Brienne su espada.

### Al otro lado del Mar Angosto
Tras perder a sus dragones, Daenerys (Emilia Clarke) tiene dificultades para creer a Xaro (Nonso Anozie) cuando éste le dice que no ha tomado a sus pequeños dragones. Luego, Ser Jorah Mormont (Iain Glen) le jura a Daenerys que encontrará a sus dragones. Para cumplir con su promesa, Jorah busca a Quaithe (Laura Pradelska), sabia y misteriosa, y ésta le comunica que no tiene a los dragones, pero que Daenerys ya se encuentra con los que lo robaron. En una reunión de Los Trece, Pyat Pree (Ian Hanmore) le comunica a Dany que él tiene a los dragones ocultos en "La Casa de Los Eternos". Tras esto, Xaro, con el apoyo de Pree, se proclama Rey de Qarth. Pree, multiplicándose alrededor de la habitación, asesina a los restantes miembros de Los Trece, y Daenerys huye con Jorah y Kovarro (Steven Cole).

### En Invernalia
El Príncipe Theon (Alfie Allen) despierta y descubre que a su lado, en la cama,  no se encuentra la salvaje Osha (Natalia Tena). Cuando sale al exterior, descubre que uno de sus hombres ha sido asesinado, y que Bran (Isaac Hempstead-Wright), Rickon (Art Parkinson), Hodor (Kristian Nairn) y Osha han escapado de Invernalia. Mientras reprende a sus hombres por dejar escapar a los niños, es afrontado por Black Lorren (Forbes KB) por acostarse con la salvaje. Theon golpea brutalmente a Loren y luego reúne una partida para cazar a los niños y sus acompañantes en contra de la voluntad del Maestre Luwin (Donald Sumpter). Al llegar a una granja, Theon se siente contrariado al descubrir que los perros han perdido el rastro, pero Dagmer (Ralph Ineson) descubre cáscaras de nueces en los terrenos de la granja, lo que indica la posibilidad de que los niños hayan estado en la granja. Theon ordena a Luwin que regrese a Invernalia, para que él pueda interrogar al granjero. Tras regresar de la cacería, Theon reúne a todos en la plaza, y tras llegar Luwin, les revela los cuerpos de dos niños quemados.

## Producción

### Elenco
Aidan Gillen (Lord Petyr Baelish), Liam Cunningham (Davos Seaworth), Stephen Dillane (Stannis Baratheon), Carice van Houten (Melisandre), Jack Gleeson (Joffrey Baratheon), Natalie Dormer (Margaery Tyrell), John Bradley-West (Sam Tarly), James Cosmo (Commander Mormont), Jerome Flynn (Bronn) y Conleth Hill (Varys) no aparecen en el episodio y tampoco en los créditos. 

### Crítica
El episodio fue recibido de manera positiva por la crítica, Matt Fowler de IGN le otorgó un 9/10 y Todd VanDerWerff de A.V. Club de otorgó un A-.